# آرثر دوغاتي
آرثر دوغاتي هو أمين الأرشيف كندي، ولد في 22 مارس 1860 في مايدنهيد (إنجلترا) في المملكة المتحدة، وتوفي في 1 ديسمبر 1936 في أوتاوا في كندا.